# Società Autotrasporti Tessitore

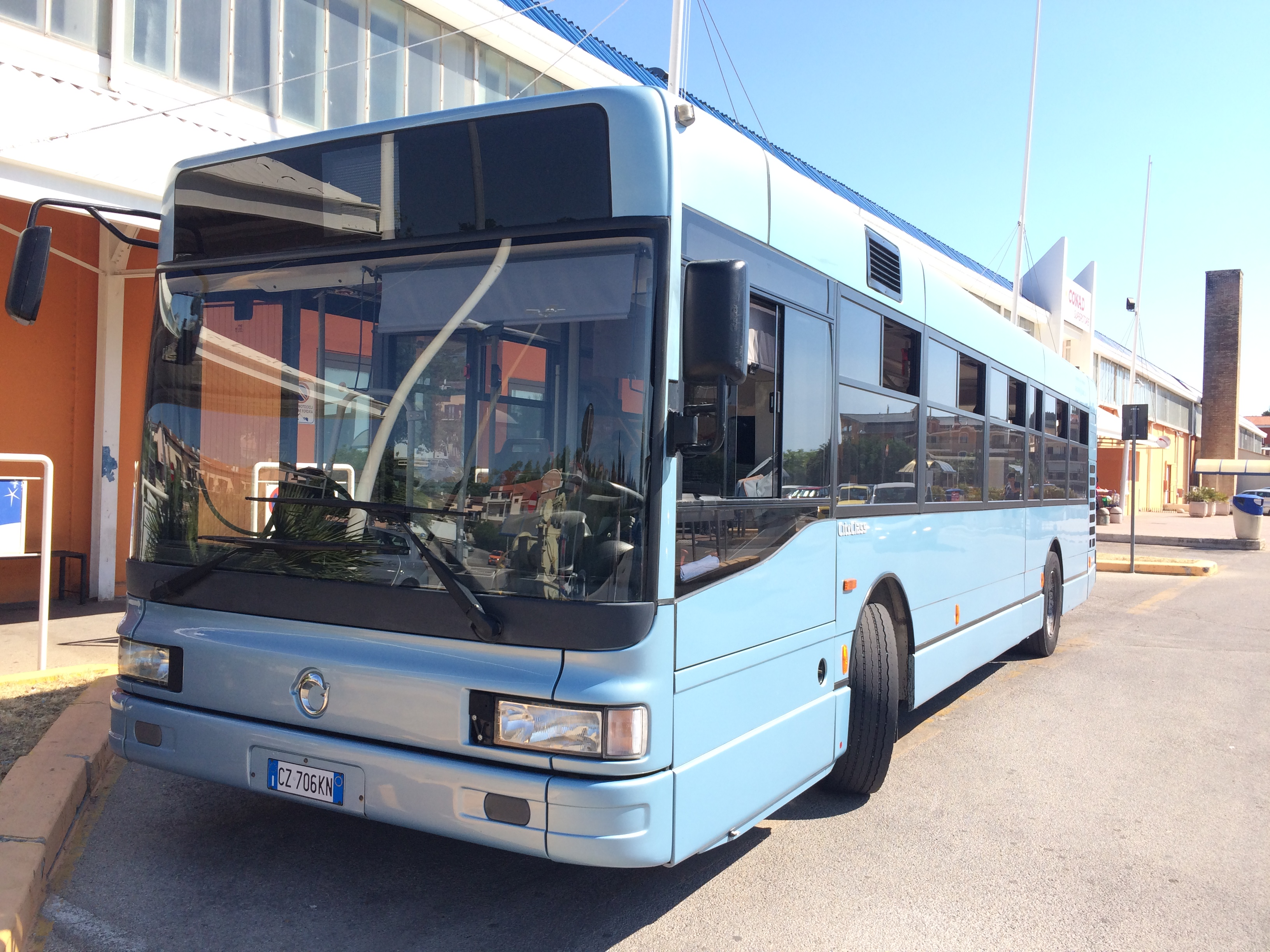
Irisbus 491.10.29 Cityclass SAT Vasto

La SAT, acronimo di Società Autoservizi Tessitore, è l'azienda che gestisce il trasporto pubblico locale della città di Vasto, in Abruzzo.

## Storia
All'inizio del Novecento, nel 1906, Nicola Tessitore fondò l'azienda di trasporti "La Gissana", a disposizione dei cittadini nel territorio vastese, che proseguiva l'ottocentesca attività di trasporti tramite diligenze e cavalli. Nel corso degli anni l'azienda è cresciuta, modernizzando e potenziando i suoi servizi verso i clienti. Nei primi anni venti cambiò il suo nome in "Nicola Tessitore & Figli", mentre il 14 giugno del 1951, per volontà dei fratelli Enrico, Agostino e Raffaele Tessitore, figli del fondatore, assunse l'attuale denominazione.